# Brezje pri Podplatu
Brezje pri Podplatu este o localitate din comuna Rogaška Slatina, Slovenia, cu o populație de 55 de locuitori.